# 에르빈 크레머스
에르빈 크레머스(독일어: Erwin Kremers, 1949년 3월 24일, 노르트라인-베스트팔렌 주 묀헨글라트바흐 ~)는 독일의 전직 프로 축구 선수로, 현역 시절 스트라이커로 활약했다. 그의 쌍둥이 형제 헬무트 크레머스도 독일 축구 국가대표 선수로, 두 쌍둥이는 주전으로 같이 활약했다. 에르빈과 헬무트 크레머스는 분데스리가 역사 최초로 동시에 출전한 쌍둥이 선수들이다.

## 클럽 경력
크레머스는 그의 쌍둥이 형제와 함께 묀헨글라트바흐 유소년부에서 축구를 시작했고, 이후 분데스리가의 1군 무대에서 20경기 넘게 출전하기에 이르렀다. 묀헨글라트바흐에서 2년을 보낸 그(와 그의 쌍둥이 형제)는 키커스 오펜바흐로 이적해 25번의 선발 경기에서 10골의 성과를 냈다. 1971년 여름, 그와 쌍둥이 형제는 동시에 샬케 04에 입단하여 이듬해 서독 국가대표팀에도 차출되었다.

## 국가대표팀 경력
크레머스는 자국을 대표로 15번의 경기에 출전했는데, 3골을 기록했고, 유로 1972에도 참가해 우승을 거두었다.